# Clapham Common (métro de Londres)
Clapham Common (en anglais : Clapham Common Underground Station), est une station de la Northern line, branche de Morden, du métro de Londres, en zone Travelcard 2. Elle est située à Clapham, sur le territoire du borough londonien de Lambeth. 
Son bâtiment est classé Grade II listed building.

## Situation sur le réseau
La station Clapham Common est établie, sur la branche Morden de la Northern line, entre les stations Clapham North et Clamhamp South. Elle est en zone Travelcard 2.

## Histoire
La station est mise en service le 3 juin 1900 en tant que nouveau terminus de la City & South London Railway (C&SLR). Elle le reste jusqu'au 13 septembre 1926, date de l'ouverture de l'extension de la ligne jusqu'à Morden.

## Services aux voyageurs

### Accès et accueil
La station est située sur Clapham High Street. Le week-end la station est ouverte 24/24.
Clapham Common  et Clapham North sont les seules stations du réseau qui ont conservé un quai central étroit, mesurant seulement 3,7m de largeur.

### Desserte

Installations et desserte
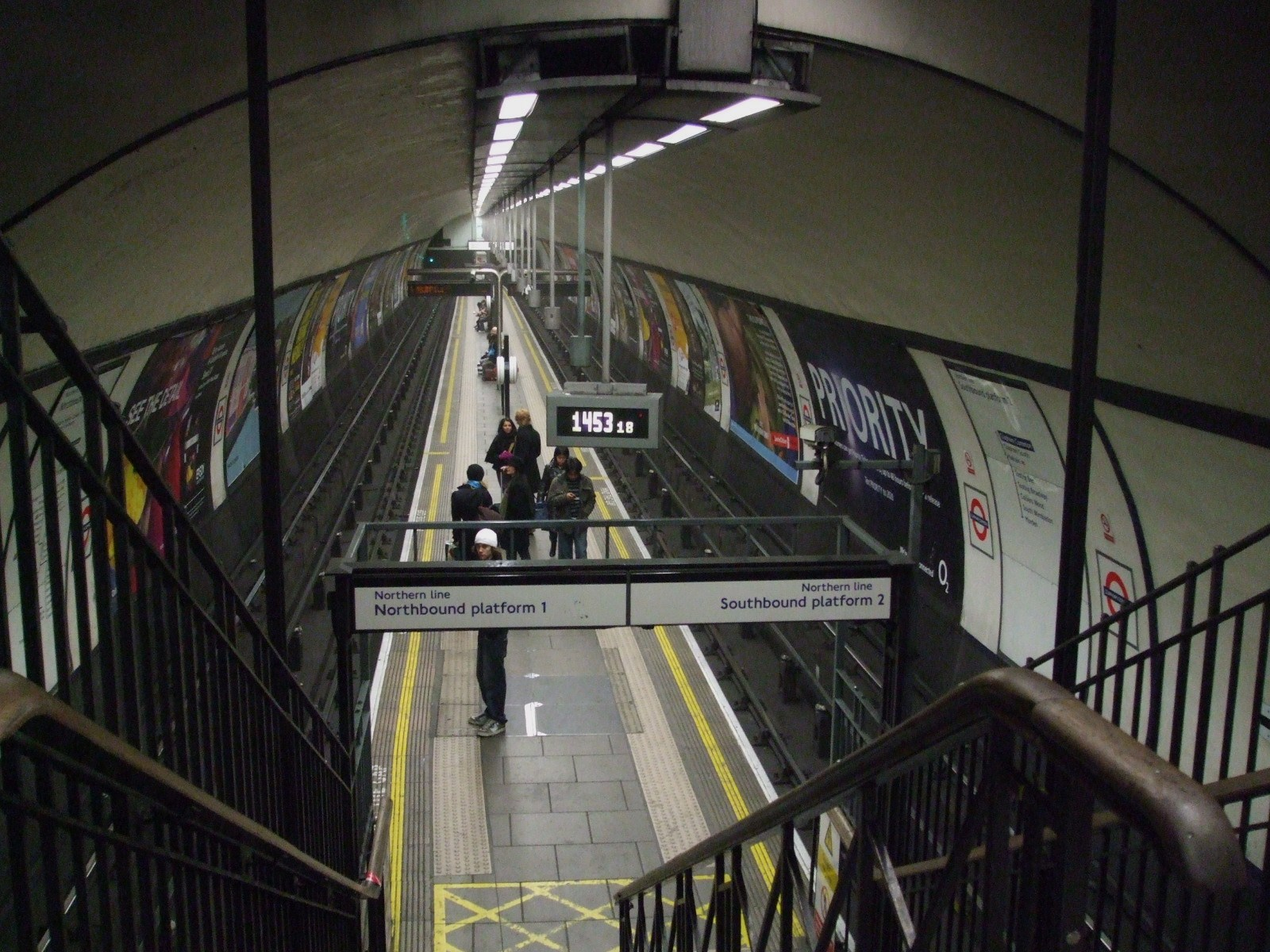
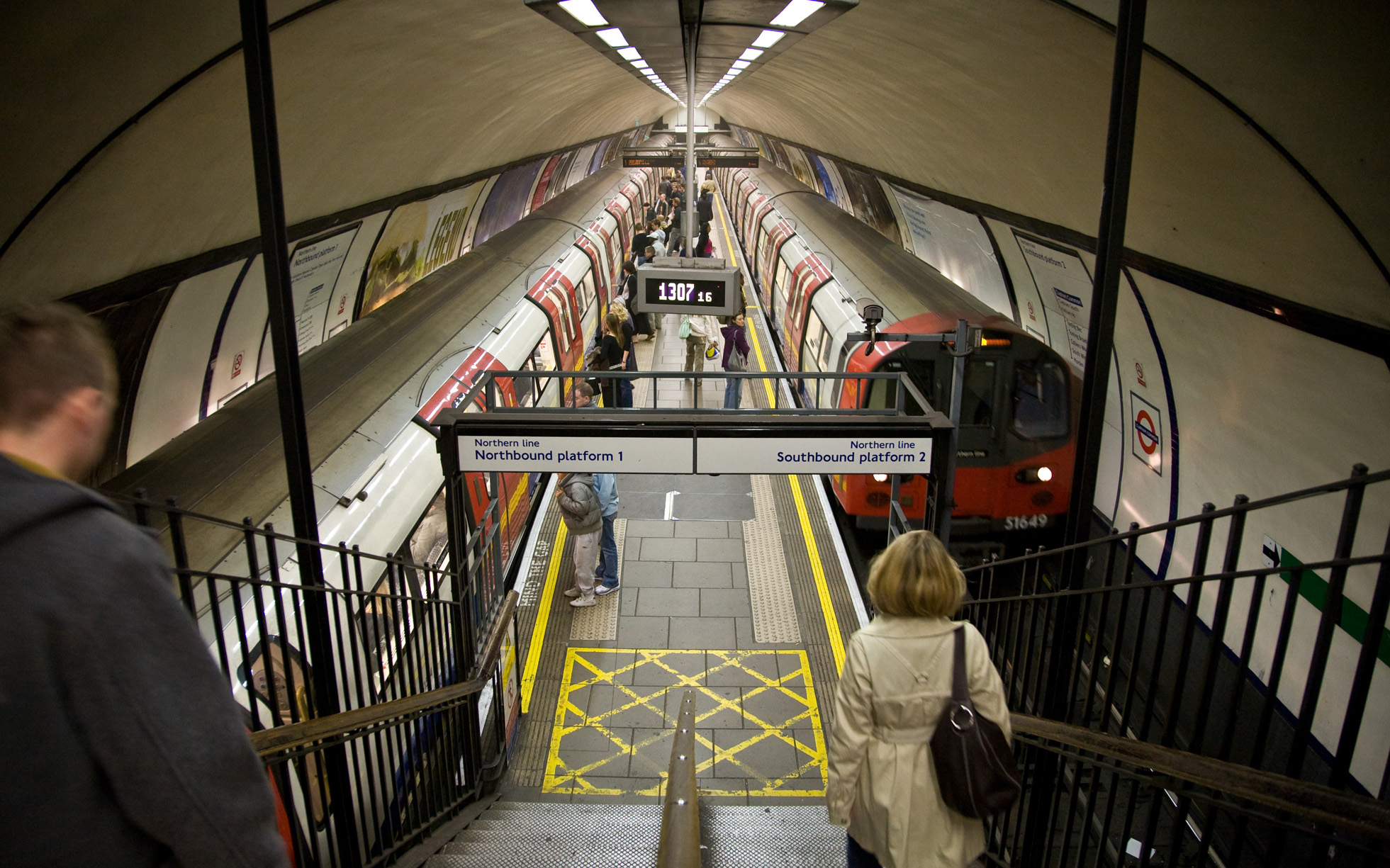
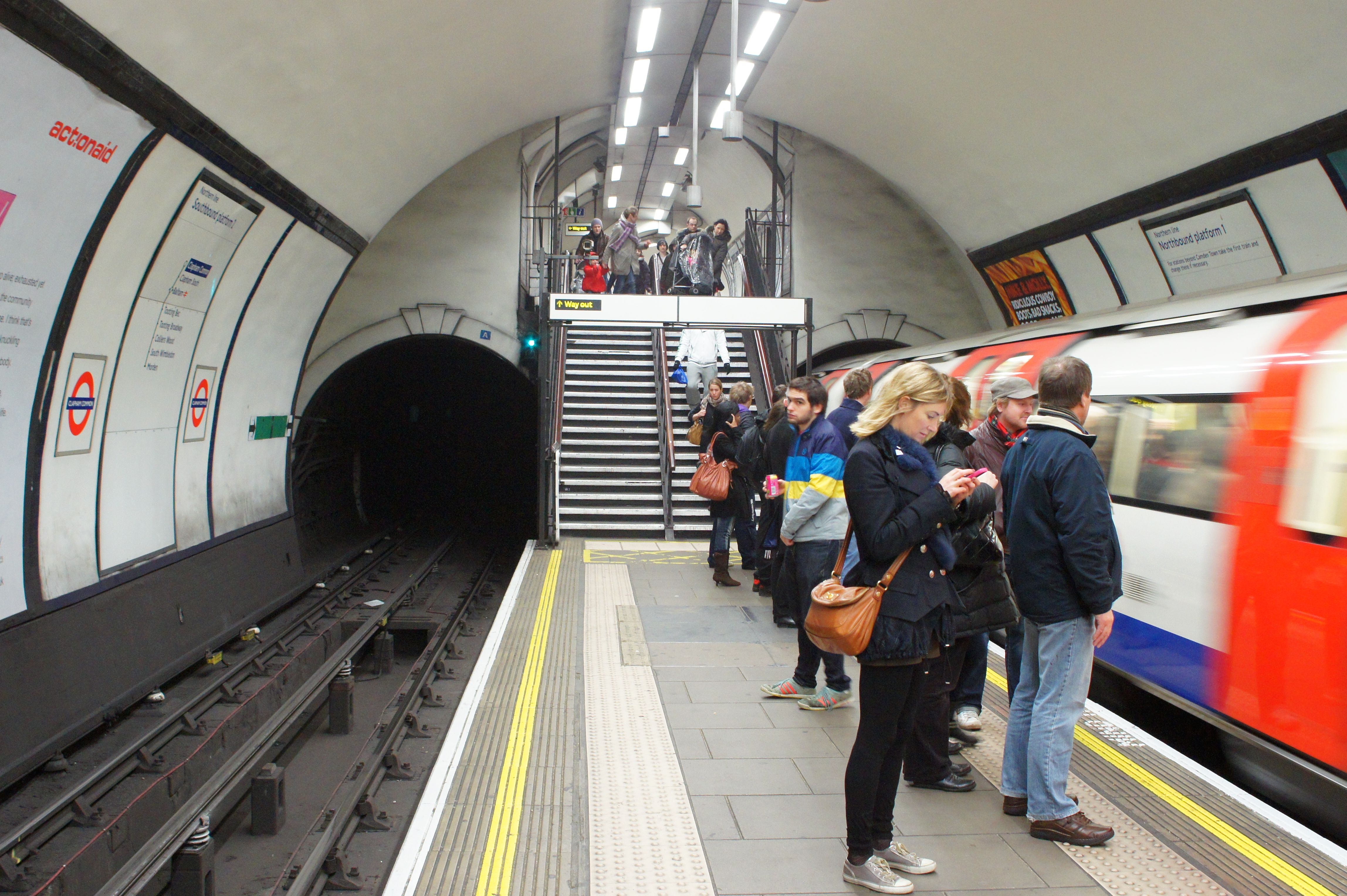

### Intermodalité
La station est desservie par les lignes de bus : 35 (Clapham Junction - Shoreditch) service 24/7, 37 (Peckham Junction - Putney Heath ) service 24/7, 50 (Croydon Town Centre - Stockwell), 88 (Parliament Hill Fields - Clapham Common) service 24/7, 137 (Marble Arch - Streatham Hill), 155 (Elephant & Castle - Tooting St George's Hospital), 249 (Anerley Station - Clapham Common), 322 (Clapham Common - Crystal Palace), 345 (Peckham - South Kensington) service 24/7 , 417 (Clapham Common - Crystal Palace), N137 (Crystal Palace - Oxford Circus) service de nuit, N155 (Morden - Aldwych) service de nuit.

## À proximité
- Clapham